# Composto alicíclico

Ciclopropano é o menor composto alicíclico.

Um composto alicíclico é um composto orgânico cíclico que não forma um anel aromático. Eles contêm um ou mais de um anel totalmente de átomos de carbono os quais podem ser tanto saturados quanto insaturados, mas não devem ter caráter aromático. Compostos alicíclicos podem ou não ter cadeias alifáticas laterais.
Compostos alicíclicos simples são os cicloalcanos ciclopropano, ciclobutano e cicloexano. Alcanos bicíclicos são decalina, norborneno e norbornadieno. Compostos espiro têm biciclos conectados através de um átomo de carbono.
O modo de fechamento do anel na formação de muitos alicíclicos pode ser predito pelas regras de Baldwin.
Um grupo exocíclico é sempre disposto fora da estrutura do anel, veja-se por exemplo a ligação dupla à esquerda:
Ver como um exemplo o isotolueno.

## Cicloalquenos

Cicloexeno é um composto alicíclico com uma ligação dupla.

Cicloalquenos monocíclicos são ciclopropeno, ciclobuteno, ciclopenteno, ciclohexeno, cicloepteno, cicloocteno, e assim por diante. Alcenos bicíclicos incluem norborneno e norbornadieno.